# Завадка (Словаччина)
Завадка (словац. Závadka) — село в Словаччині, Гуменському окрузі Пряшівського краю. Розташоване в східній частині Словаччини — у східній частині Ондавської височини (на межі Низьких Бескидів та Гуменських гір) в долині Ондавки.

## Історія
Давнє лемківське село. Уперше згадується у 1557 році.
У селі є римо-католицький костел з 1770 року в стилі класицизму.
На 1890 р. село належало до горнадського повіту комітату Спиш, у селі було 230 будинків, 1079 жителів (1062 русини, 7 німців і 10 словаків; 1061 греко-католик, 7 юдеїв і 11 римо-католиків).

## Населення
| Рік:            | 1993 | 2003     | 2013    | 2023    |
| --------------- | ---- | -------- | ------- | ------- |
| Кількість осіб: | 474  | 536      | 532     | 553     |
| Різниця:        |      | +13,08 % | -0,74 % | +3,94 % |

| Рік:            | 2022 | 2023    |
| --------------- | ---- | ------- |
| Кількість осіб: | 538  | 553     |
| Різниця:        |      | +2,78 % |

У селі проживає 538 осіб.
Національний склад населення (за даними останнього перепису населення — 2001 року):
- словаки — 99,08 %,
- русини — 0,55 %,
- українці — 0,18 %.

Склад населення за приналежністю до релігії станом на 2001 рік:
- римо-католики — 92,49 %,
- греко-католики — 4,40 %,
- не вважають себе вірянами або не належать до жодної вищезгаданої конфесії — 3,12 %.